# Maldivian
Island Aviation Services Ltd, commercialmente nota come Maldivian, è la compagnia aerea di bandiera delle Maldive. Ha sede a Malé e l'hub è l'Aeroporto Internazionale di Malé-Ibrahim Nasir.
La società si occupa, oltre che del trasporto aereo, anche di gestire gli scali, le operazioni di volo e di terra e la manutenzione degli aeromobili in tutti gli scali dell'arcipelago maldiviano.

## Storia
Maldivian venne fondata nel 2000 come impresa privata, ma il 23 aprile 2009, il governo maldiviano, con un decreto presidenziale, acquisì il 100% della società.
La compagnia aerea iniziò le operazioni con due aeromobili, un Bombardier Dash 8 Q200 e un Dornier 228, sotto il nome di Island Aviation, servendo solo gli aeroporti nazionali. 
Il 26 gennaio 2008 Maldivian aprì le vendite dei voli verso Thiruvananthapuram, in India, incominciando da quel momento a operare anche voli internazionali.
Il 25 agosto 2008 la divisione dedicata al trasporto aereo di Island Aviation venne rinominata in Maldivian.

## Flotta
Ad agosto 2017 la flotta di Maldivian è composta dai seguenti aeromobili:
| Aereo                                           | In flotta | Ordini | Passeggeri | Passeggeri | Passeggeri | Note |
| Aereo                                           | In flotta | Ordini | C          | Y          | Total      | Note |
| ----------------------------------------------- | --------- | ------ | ---------- | ---------- | ---------- | ---- |
| Airbus A320-200                                 | 1         | —      | 14         | 138        | 152        |      |
| Airbus A321-200                                 | 1         | 1      | 6          | 194        | 200        |      |
| Airbus A330-200                                 | —         | 1      | 20         | 280        | 300        |      |
| Bombardier Dash 8 Q200                          | 2         | —      | 0          | 37         | 37         |      |
| Bombardier Dash 8 Q300                          | 7         | 1      | 0          | 50         | 50         |      |
| de Havilland Canada DHC-6 Twin Otter Series 300 | 10        | —      | 0          | 15         | 15         |      |
| Totale                                          | 21        | 3      |            |            |            |      |